# Homaloptera zollingeri
Homaloptera zollingeri är en fiskart som beskrevs av Bleeker, 1853. Homaloptera zollingeri ingår i släktet Homaloptera och familjen grönlingsfiskar. IUCN kategoriserar arten globalt som livskraftig. Inga underarter finns listade i Catalogue of Life.